# Куршум на Миние
Куршум на Миние е вид куршум, за първите дулнозарядни винтовки, който има конична вдлъбнатина в задната част. Особеност на дадения куршум е това, че при изстрела неговата задна част се разширява и по този начин осигурява плътно зацепване между куршума и нарезите на ствола на винтовката.

## История
Щуцера е бил много точно оръжие за своето време, но в бойна обстановке е трудно да се направи повече от един изстрел. Причината: куршума се набива в ствола с чук. В резултат на това щуцерите, имащи ниска скорострелност, са носени от отделни войници, явяващи се аналог на съвременния пехотен снайперист. Възникнал следния проблем, който търси своето решение: куршума трябва да се зарежда лесно и едновременно с това достатъчно здраво да влиза в нарезите на оръжието.
През 1848 френските офицери Монтгомъри (Montgomery) и Делвин (Delvigne) предлагат усъвършенствовани куршуми, ускоряващи зареждането на щуцера. Куршум, разширяващ се при изстрела, изобретява капитан Делвин през 1826 г..
През 1832 г. британския офицер капитан Джон Нортън изобретява цилиндрично-коничния куршум, действащ на същия принцип, но той не получава широко разпространение.
През 1849 г. свой вариант за разширителен куршум предлага Клод Миние. Именно този вариант на разширяващ се куршум получава широко разпространение.

## Конструкция
Куршума на Миние има отзад конична вдлъбнатина, в която се поставя конична желязна чашка, не достигаща до дъното на вдлъбнатината. При изстрела чашката, бидейки значително по-лека от куршума, получава по-голямо ускорение и достига дъното на вдлъбнатината, разширявайки куршума и пресовайки го в нарезите, докато той изминава по канала на ствола малко разстояние.
Впоследствие се изяснява, че относително тънкия и дълъг куршум (с дължина не по-малко от 2 калибра) при изстрел се сплесква и добре запълва нарезите, в този случй отпада необходимостта от куршума на Миние със сложна форма. Куршумите от този тип получават името „притискателни“.

## Използване

### Кримска война
Първото бойно използване на куршума Миние е по време на Кримската война.
Руските войски, въоръжени с гладкостволни пушки, могат да водят ефективна стрелба на дистанция примерно 200 стъпки. Англо-френските войски благодарение на използването на куршумите Миние могат да водят ефективен огън на четири пъти по-голяма дистанция. Съществува мнение, че даденото обстоятелство е послужило като една от причините за поражението на Русия в Кримската война.
Всъщност значителната част от съюзните войски, особено френската, има все пак гладкостволни оръжия, наистина, основно стрелящи с усъвършенстваните цилиндросферични куршуми на Нейслер, който тогава също е въведен и в Русия. Последния дава по-добър бой в сравнение с кръглия и действа на същия принцип, който е заложен и в куршума на Миние – разширява се при изстрел, при това се притиска към стените на гладкия ствол.

### Гражданска война в САЩ
По време на гражданската война в САЩ (1861 – 1865) куршума на Миние има широко разпространение в армиите на двете воюващи страни. Високата точност на стрелбата в съчетание с остарялата тактика на атака в близък строй води до огромни бойни загуби: не по-малко от 600 хил. убити общо за двете страни.

### В Русия
В Русия куршума на Миние с чашка е приет на въоръжение за нарезните пушки от 7 линии. Впоследствие чашките (сложни и скъпи за производство) са изключени от болшинството системи оръжие, използващи принципа на Миние.
С прехода към 6-линейни нарезни зареждани откъм дулото винтовки е оставен куршум с чашка, с тегло 8 золотника. При преправянето на 6-линейните винтовки с дулно зареждане на такива със задно пълнене и приемането на въоръжение на металния патрон е оставен разширителния куршум на Миние с чашка, с калибър равен на диаметъра на канала по нарезите (5,3 линии).
На повърхността на куршума се разполагали канали с дълбочина 0,8 mm, в които има олово, изхвърлян при врязването на куршума в нарезите. Поради износването на стволовете (допустимото износване в онези времена е в предела – 0,8 mm), за осигуряване на врязването на куршума в стволовете на най-големите калибри (6,3 линии) към куршумите се използвала и чашчицата.